# Ліга 3 (Іран)
Ліга 3 (Іран) (перс. ليگ دسته سوم ایران‎‎) — четверта за рівнем футбольна ліга Ірану після Про-Ліги, Ліги Азадеган та Ліги 2. 

## Історія та формат
До 2001 року Ліга 3 була третім найвищим футбольним чемпіонатом Ірану, проте після переходу іранського футболу до професіоналізму став четвертим дивізіоном іранського чемпіонату.
Ліга складається з шести груп по двадцять клубів у кожній з них. Групи сформовані таким чином, щоб команди, які знаходяться географічно поряд одна з одною, потрапили до однієї й тієї ж групи. Через це Ліга 3 іноді розглядається як регіональний чемпіонат.